# Гвидо Пизанский (хронист)

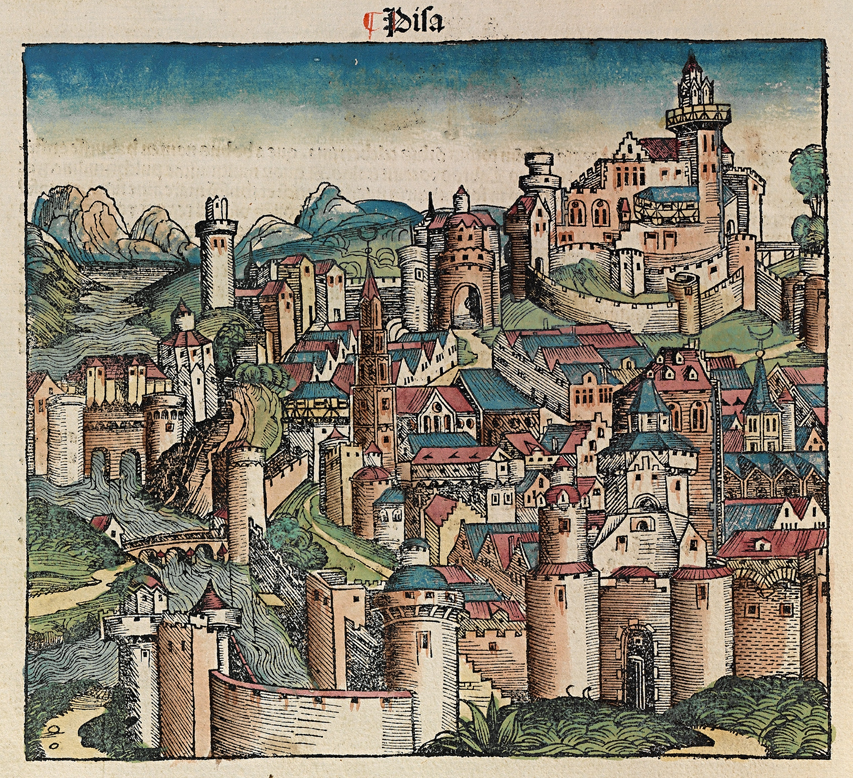
Пиза. Ксилография из «Нюрнбергской хроники» (1493)

Гвидо Пизанский, или Гвидо из Пизы (итал. Guido da Pisa, фр. Guy de Pise, лат. Guido Pisanus, или Guido Sodalis, до 1287 — после 1337) — итальянский хронист, писатель, поэт и переводчик, монах-кармелит, автор историко-мифологической хроники «Цветы Италии» (лат. Fiorita d'Italia) и комментариев к сочинениям Данте (лат. Expositiones et glose super Comediam Dantis). Его не следует путать с церковным деятелем Гвидо Пизанским (ум. 1150), известным также как Гвидо да Вико, и его младшим современником географом Гвидо Равеннским (ум. 1169), которого также называют иногда «Гвидо Пизанским».

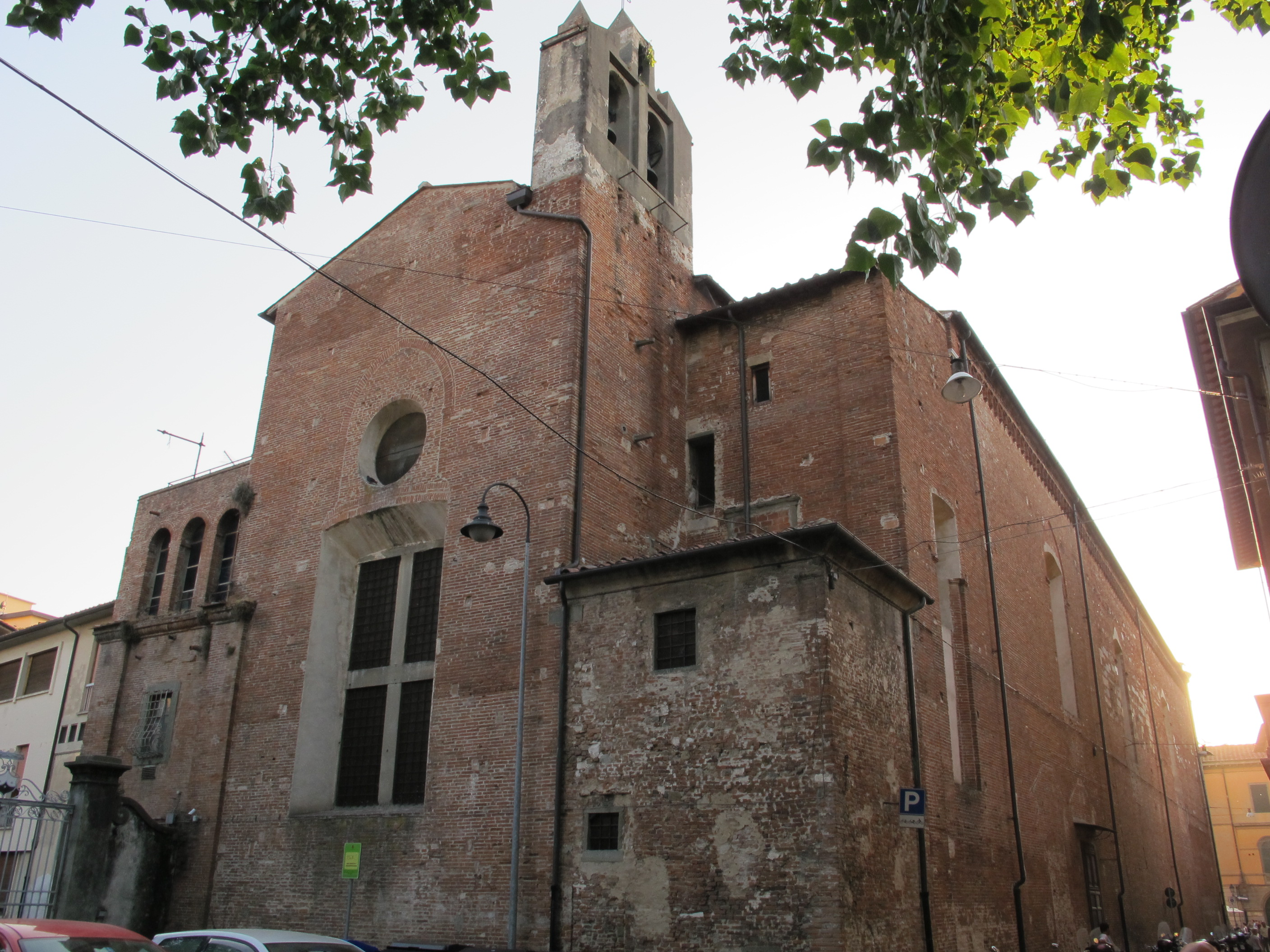
Церковь кармелитов Санта-Мария-дель-Кармине в Пизе, 1324—1328 гг.

## Биография
О его жизни мало что известно, отдельные факты можно извлечь лишь из отрывочных упоминаний в его собственных сочинениях и нескольких сохранившихся документах. Комментируя высказывание Данте в адрес тосканских горожан, он называет себя «коренным уроженцем» Пизы. Сообщая о казни короля Иерусалимского Конрадина III Швабского в Неаполе (1268), он указывает на возможность его погребения в этом городе, «где находится наш орден кармелитов» (лат. apud locum nostrum ordinis de Carmelo), что свидетельствует о его принадлежности к Ордену братьев Пресвятой Девы Марии Кармельской.
Ранние биографы этого ордена упоминают некого «собрата Гвидо, уроженца Италии, кармелита, талантливого и прилежного почитателя Муз, изложившего на итальянском наречии историю пяти первых царей италийских» (лат. Guido sodalis, natione Italus, Carmelita, virtutum & Musarum cultor assiduus, scripsit idiomate Italico Historiam de quinque primis Italiae Regibus). Помимо Неаполя, судя по отдельным его замечаниям, он, несомненно, бывал в Риме и Генуе, а высказывание о намерении стать епископом или аббатом позволяет предполагать наличие у него священнического сана.
Один из исследователей творчества Данте Джованни Ливи считал, что он мог учиться в Болонье, где в его время трудилось несколько комментаторов «Божественной комедии», и отождествляет его с неким «магистром Гвидо из Пизы» (лат. magistri Guidonis Pisani), фигурирующим в местных документах от 27 июня 1300-го и 31 января 1325 года.
В пергаментном документе, хранящемся в Государственном архиве Флоренции, датированном 9 декабря 1324 года, «брат Гвидо Пизанский» (лат. frater Guido Pisanus) фигурирует в качестве тринадцатого по счёту подписавшегося под соглашением между местным бенедиктинским аббатством Фиорентина и канониками церкви Сан-Фредиано.
В датированных 4 сентября — 15 ноября 1326 года семи документах из архива августинского монастыря Святого Никола в Пизе (№№ 452-458), в том числе завещании Деа ди Альбиселло Бони, упоминаются его племянники Бандино Агостиниано и «отец Гвидо Кармелит». В другом завещании, составленном 15 мая 1335 года Бартоломео ди Гуаландо Гвиччарди, называются в качестве его наследников «кармелит Гвидо» и францисканец Бандино дель Боно. Ещё в одном документе 1327 года упоминается одежда, возможно, принадлежавшая Гвидо. В нотариальных документах из архивов Пизы под 1332 годом упомянут «отец Гвидо из ордена Святой Марии Кармельской из Пизы» (лат. fra Guido dell'ordine di santa Maria del Carmelo di Pisa), а под 1339 годом — «брат Гвидо из ордена Святой Марии Кармелитской» (лат. frater Guido pisanus de ordine sancte Marie de Carmelo).
В сохранившихся рукописях комментариев Гвидо к «Аду» Данте из Британской библиотеки (Additional MS 31.918) и музея Конде в Шантийи (MS 597), датированных 1335—1340 годами, он называется «братом Гвидо из Пизы, из ордена Пресвятой Девы Марии с горы Кармель» (лат. Fratrem Guidonem Pisanum, Ordinis Beate Marie de Monte Carmeli). На основании анализа одной из миниатюр манускрипта из Шантийи можно предполагать, что в орден он мог вступить около 1287 года.
Упоминание в сочинениях Гвидо короля Фридриха II Арагонского, умершего в 1337 году, свидетельствует о том, что сам он скончался не ранее этой даты, хотя точное время его смерти не установлено до сих пор.
По мнению некоторых исследователей, на одной из миниатюр рукописей сочинений Гвидо, большая часть из которых относится к школе Джотто, может быть изображён он сам, причём уже седым, и если этот «портрет» аутентичен, следовательно, он относится к последним годам жизни хрониста, которые приходятся на вторую половину 1340-х годов. Автор некоторых из миниатюр художник Франческо Траини упоминает о заказчике Гвидо — знатном генуэзце-гибеллине Лучано Спинола, воспитаннике пизанского консула в Генуе, имя которого упоминается в документах с 1323 по 1347 год. По этой причине выдвинуто было предположение, что Гвидо связан был и с Генуей, поскольку в своих «Толкованиях» он совсем не комментирует высказывания Данте в адрес Республики Св. Георгия.
Многолетние исследования архивов Пизы позволяют утверждать, что в первой половине XIV столетия в ней проживали, как минимум, три монаха под именем Гвидо: вышеупомянутый кармелит Гвидо ди Боно (лат. Guido di Bono), брат Гвидо дель фу сер Чекко (лат. Guido del fu ser Cecco), поставивший 30 марта 1348 года свою подпись под завещанием в качестве свидетеля, и некий Гвидо ди Уголино «де Фурно» (лат. Guido di Ugolino de Furno), побывавший в 1332, 1335, 1342 и 1347 годах в монастыре кармелитов во Флоренции и умерший там же 3 июля 1348 года. Ни одного из них однозначно отождествить с известным хронистом и автором комментариев к Данте до сих пор не удалось.

## Сочинения
Возможно, литературным творчеством Гвидо занялся после 1321 года, получив известие о смерти Данте. Авторству его безусловно принадлежат три сочинения: 
- «Цветы Италии» (лат. il Fiore d'Italia или Istoria Fiorita) — компилятивная историко-мифологическая хроника, написанная на вульгарной латыни.
- «Изложение “Божественной комедии“ Данте» (лат. La Declaratio super Comediam Dantis, итал. Dichiarazione poetica dell' Inferno dantesco) — поэма, в которой он на родном наречии перекладывает в терцинах содержание «Ада» Данте, с короткими комментариями на латыни.
- «Толкования к глоссам [Божественной] комедии Данте» (лат. Expositiones et glose super Comediam Dantis), содержащие ценные латинские комментарии к «Аду» Данте.

### «Цветы Италии»
Этот историко-мифологический свод, составленный между 1321 и 1337 годами, был, по словам автора, преимущественно рассчитан на читателей, свободно не владеющих латынью. Задуманное в семи книгах, в которых история Рима должна была быть доведена до времён Октавиана Августа, сочинение это фактически заканчивается на книге 2-й, содержащей описание подвигов Энея, из-за чего оно традиционно публиковалось под заглавием «Деяния Энея» (итал. I fatti di Enea).
Основными источниками Гвидо, помимо «Энеиды» Вергилия, послужили сочинения Саллюстия, «История Рима» Тита Ливия, поэмы Овидия, «Хроника» Иеронима Стридонского (480 г. н. э.), «Этимологии» Исидора Севильского (630-е гг.), «Схоластическая история» Петра Коместора (XII в.), «Золотая легенда» Иакова Ворагинского (1260) и «Анналы» Николая Тривета (1320-е гг.), а также «Божественная комедия» Данте (1308—1321), цитатами из которой изобилует его сочинение.
Своё изложение Гвидо начинает с Януса, первого мифического правителя Лация в Италии, продолжает сначала священной историей от Моисея до Иова, затем происхождением античных богов, а после историей Трои и Греции мифологического периода. История Рима трактуется Гвидо с провиденциалистских позиций, в соответствии с которыми все её события подготовили приход в мир новой религии и утверждение христианской цивилизации. Из современных хронисту событий заслуживает внимание рассказ о восстании Дольчино (1304—1307), названного им «схизматиком, весьма искушённым в черной магии», которая якобы помогала известному ересиарху не только одерживать на первых порах победы над карателями, но и снабжать своих соратников всем необходимым.
Быстро завоевав популярность у современников, хроника Гвидо впервые была напечатана в 1490 году и позже переиздавалась неоднократно. Одна только сокращённая её версия под заголовком «Деяния Энея», использовавшаяся в школьном обучении, с 1830 года до середины XX века выдержала 25 изданий. Современные исследователи выявили не менее 60 рукописей из собраний Ватиканской апостольской библиотеки, флорентийской библиотеки Лауренциана, пармской библиотеки Палатина, Британской библиотеки и др. собраний, в которых содержатся выдержки или цитаты из «Цветов Италии».

### «Изложение “Божественной комедии“ Данте»
Это поэтическое сочинение, написанное на местном наречии, с комментариями на вульгарной латыни, было завершено Гвидо не позже 1328 года, поскольку к тому времени уже было известно писателю Босоне да Губбио, цитировавшему его в своих трудах. Оно включает восемь песен, каждая состоит из примерно 76 стихов, включающих в себя около 25 терцин каждый; всего в тексте насчитывается 618 стихов. Поэма, посвящённая Лучано Спинола, представляет собой авторское переложение «Ада», первой части «Божественной комедии», выполненное, вероятно, для дальнейшего составления авторских комментариев ко всему сочинению Данте.

### «Толкования к глоссам комедии Данте»
Первая редакция комментариев к «Аду» Данте была закончена Гвидо не позже 1333 года, вторая, дополненная, появилась около 1343 года. Переводя текст первой части «Божественной комедии» на вульгарную латынь и излагая его в прозе, он комментирует его, давая аллегорические интерпретации, местами опираясь на труды своих предшественников, в частности, сына Данте Якопо Алигьери и Грациоло Бамбальоли.
Многие авторские толкования Гвидо довольно оригинальны. Так, критский Минотавр, по его мнению, являлся потомком греховной связи супруги царя Миноса Пасифаи и его придворного Тавра, символизировал дьявола, а его обиталище Лабиринт являлся символом как греховных удовольствий, так и людских заблуждений (labor — «ошибка» и intus — «внутри»). Подобно тому как дьявол овладевает душами тех, кто выбирает неверную дорогу, и Минотавр пожирает попадающих в его жилище путников. И как Ариадна помогает Тесею выбраться из Лабиринта, так и Христос выводит заблудших к свету вечной жизни. Поединок Тесея с Минотавром, таким образом, символизирует борьбу бога и сатаны за человеческие души.
Комментируя высказывания Данте из песни XXXIII «Ада» в адрес его малой родины, он сопровождает их описанием современного ему упадка Пизы, начавшегося после битвы при Мелории, с горячей надеждой на неизбежное возрождение родного города перед его собственной смертью (лат. ante tempora mee mortis).
В отличие от ранних комментариев к «Божественной комедии», для  сочинения Гвидо характерна, прежде всего, строгая систематизация материала, прежде всего самих глосс, а также чёткое разделение между буквальным и аллегорическим их толкованием.
В соответствии с современной ему церковной традицией, Гвидо определяет поэзию как оригинальную форму богословия, рассматривая первую часть сочинения Данте «Ад» как произведение только стихотворца, в отличие от второй и третьей части, «Чистилища» и «Рая», написанных уже не просто поэтом, но ещё и теологом. Противоречащие же христианской доктрине авторские находки драматурга он объясняет неверным толкованием текста, подкрепляя свои мысли ссылками на Священное писание, патристику и энциклопедические сочинения Средневековья.

## Издания
- Fiore d'Italia, testo di lingua di Fra Guido da Pisa. Ridotto a miglior lezione e corredato di note da Luigi Muzzi. — Bologna: R. Turchi, 1824. — vi, 382 p.
- I fatti di Enea estratti dalla Eneide di Virgilio e ridotti in volgare da Frate Guido da Pisa. Testo di lingua del secolo XIV da Bartolommeo Gamba. — Venezia: Tipografia di Alvisopoli, 1834. — xxiv, 206 p.
- I fatti di Enea, estratti dalla Eneide di Virgilio e ridotti in volgare da Frate Guido da Pisa, carmelitano del secolo XIV. Testo di lingua per cura di Bartolommeo Gamba... con annotazioni del Signor Marchese Basilio Puoti. — Parma: Pietro Fiaccadori, 1839. — viii, 215 p.
- I fatti di Enea, estratti dalla Eneide di Virgilio e ridotti in volgare da Frate Guido da Pisa, carmelitano del secolo XIV. Testo di lingua con annotazioni del Marchese Basilio Puoti. — Firenze: Pietro Fraticelli, 1851. — 205 p.
- I fatti di Enea estratti dal fiore d'Italia di Frate Guido da Pisa, carmelitano del secolo 14. Testo di lingua secondo la lezione citata dagli accademici della Crusca nuovamente riveduto e annotato per Vincenzo Di Giovanni. — Palermo: Salvatore Biondo, 1869. — xvi, 159 p.
- I fatti d’Enea di Frate Guido da Pisa. Con introduzione e note del Francesco Forrano. — Firenze: G. G. Sansoni, 1900. — xvii, 130 p.
- Declaratio super comediam Dantis. Edizione critica a cura di Francesco Mazzoni. — Firenze: Società Dantesca Italiana, 1970. — 71 p.
- Guido da Pisa's Expositiones et glose super Comediam Dantis, or Commentary on Dante's Inferno. Edited by Vincenzo Cioffari. — Albany (NY): State University of New York Press, 1974. — lxi, 728. — ISBN 0-87395-259-6.
- Expositiones et glose super Comediam Dantis, a cura di Michele Rinaldi, appendice a cura di Paola Locatin // Edizione Nazionale dei Commenti danteschi. — Volume 5. — Tomo 2. — Roma: Salerno, 2013. — 1348 p. — ISBN 978-88-8402-777-1.